# Força de Ocupação da Commonwealth Britânica

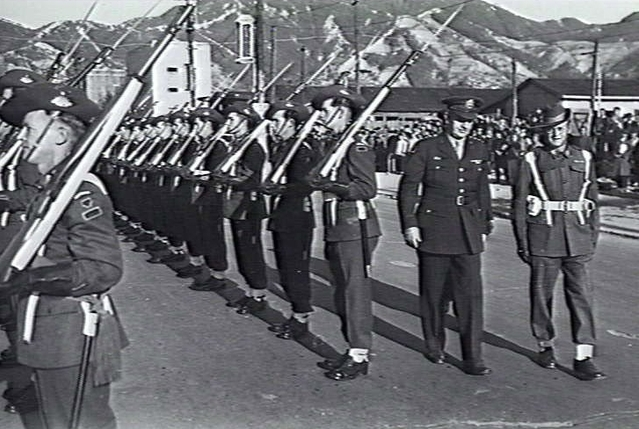
O general americano Robert L. Eichelberger em vista as tropas australianas em Kure, Hiroshima, no sul do Japão.

A Força de Ocupação da Commonwealth Britânica foi uma coligação de forças militares da Austrália, Reino Unido, Nova Zelândia e Índia, que ocuparam o Japão, de 21 de Fevereiro de 1946 até 1952. No seu auge, esta força de ocupação tinha 40 mil militares, o equivalente a 25% do total de militares norte-americanos presentes na época no Japão.